# Verbascum arpaczajicum
Verbascum arpaczajicum är en flenörtsväxtart som beskrevs av Eugen Iwanowitsch Bordzilowski. Verbascum arpaczajicum ingår i släktet kungsljus, och familjen flenörtsväxter. Inga underarter finns listade i Catalogue of Life.